# Роль, Франко
Фра́нко Роль (итал. Franco Rol, 5 июня 1908, Турин — 18 июня 1977, Рапалло) — итальянский автогонщик, пилот Формулы-1.

## Карьера
Франко Роль был итальянским аристократом. В конце 1940-х годов он выступал в гонках на спортивном купе Alfa Romeo. В 1949 году Роль стал вторым в классе на Targa Florio (Giro di Sicilia), третьим на Mille Miglia. 

В 1950 он выступал на Maserati в команде Platé вместе с Луи Широном. На внезачётном Гран-при Сан-Марино Роль стал пятым. Также в 1950 году он принял участие в трёх официальных Гран-при Формулы-1 за рулём заводской Maserati, но не добрался до финиша ни в одном из них.
В 1951 Франко Роль принял участие в Гран-при Италии за рулём OSCA, финишировал девятым. В 1952 Роль был вновь включён в состав Maserati для участия в Гран-при Италии. Однако он сошёл на 24 круге. 

Карьера Франко Роля завершилась в 1953 году, когда он попал в аварию на Tour of Sicilia.

## Результаты в Формуле-1
| Легенда к таблице |                                                                    |
| --- | ------------------------------------------------------------------ |
| В таблице перечислены результаты всех Гран-при Формулы-1, в которых принимал участие гонщик. Строками таблицы являются сезоны, столбцами — этапы чемпионата мира. В каждой клетке указаны сокращённое название этапа и результат, дополнительно обозначенный цветом. Расшифровка обозначений и цветов представлена в нижеследующей таблице. |                                                                    |
| \| Пример \| Описание \| \| ------------ \| ------------------------------------------------------------------ \| \| 1 \| Победитель \| \| 2 \| Второе место \| \| 3 \| Третье место \| \| 5 \| Финишировал, заработав очки \| \| Сход \| Не финишировал, но при этом заработал очки \| \| 12 \| Финишировал, не получив очков \| \| НКЛ \| Финишировал, но не попал в финальную классификацию \| \| 15 \| Участвовал вне зачёта, либо по отдельной классификации \| \| 18 \| Не финишировал, но попал в финальную классификацию \| \| Сход \| Не финишировал \| \| НКВ \| Не прошёл квалификацию \| \| НПКВ \| Не прошёл предквалификацию \| \| ДСК \| Дисквалифицирован \| \| ИСК \| Исключён из протокола соревнований \| \| ТТ \| Заявлен для участия только в тренировках \| \| НС \| Участвовал в квалификации, но не стартовал в гонке \| \| Т \| Травмирован или болен \| \| ОТК \| Отказ от участия \| \| НТР \| Прибыл на соревнования, но на трассу не выезжал \| \| НПР \| Был заявлен в числе участников, но не прибыл к началу соревнований \| \| О \| Соревнования отменены \| \| \| Не участвовал \| \| Поул-позиция \| \| \| Быстрый круг \| \| |                                                                    |
| Пример | Описание                                                           |
| 1 | Победитель                                                         |
| 2 | Второе место                                                       |
| 3 | Третье место                                                       |
| 5 | Финишировал, заработав очки                                        |
| Сход | Не финишировал, но при этом заработал очки                         |
| 12 | Финишировал, не получив очков                                      |
| НКЛ | Финишировал, но не попал в финальную классификацию                 |
| 15 | Участвовал вне зачёта, либо по отдельной классификации             |
| 18 | Не финишировал, но попал в финальную классификацию                 |
| Сход | Не финишировал                                                     |
| НКВ | Не прошёл квалификацию                                             |
| НПКВ | Не прошёл предквалификацию                                         |
| ДСК | Дисквалифицирован                                                  |
| ИСК | Исключён из протокола соревнований                                 |
| ТТ | Заявлен для участия только в тренировках                           |
| НС | Участвовал в квалификации, но не стартовал в гонке                 |
| Т | Травмирован или болен                                              |
| ОТК | Отказ от участия                                                   |
| НТР | Прибыл на соревнования, но на трассу не выезжал                    |
| НПР | Был заявлен в числе участников, но не прибыл к началу соревнований |
| О | Соревнования отменены                                              |
| | Не участвовал                                                      |
| Поул-позиция |                                                                    |
| Быстрый круг |                                                                    |

| Сезон | Команда                   | Шасси            | Двигатель             | Ш | 1   | 2        | 3   | 4       | 5   | 6        | 7        | 8        | Место | Очки |
| ----- | ------------------------- | ---------------- | --------------------- | - | --- | -------- | --- | ------- | --- | -------- | -------- | -------- | ----- | ---- |
| 1950  | Officine Alfieri Maserati | Maserati 4CLT/48 | Maserati 4CLT 1,5 L4S | P | ВЕЛ | МОН Сход | 500 | ШВА НПР | БЕЛ | ФРА Сход | ИТА Сход |          | —     | 0    |
| 1951  | OSCA Automobili           | OSCA 4500G       | OSCA T4500 4,5 V12    | P | ШВА | 500      | БЕЛ | ФРА     | ВЕЛ | ГЕР      | ИТА 9    | ИСП      | —     | 0    |
| 1952  | Officine Alfieri Maserati | Maserati A6GCM   | Maserati A6 2,0 L6    | P | ШВА | 500      | БЕЛ | ФРА     | ВЕЛ | ГЕР      | НИД      | ИТА Сход | —     | 0    |